# Nuussuaq (Avannaata)
 Der er flere lokaliteter med dette navn, se Nuussuaq (flertydig).
Nuussuaq ("Det store næs", tidligere dansk navn: Kraulshavn) er en bygd i det nordvestlige Grønland beliggende på den sydvestlige del af halvøen Nuussuaq, ca. 150 km nord for Upernavik i Avannaata Kommune. Bygden tilhørte indtil januar 2009 Upernavik Kommune. Der er ca. 205 indbyggere i Nuussuaq (2014). Det danske navn Kraulshavn stammer fra løjtnant og kolonibestyrer i Upernavik, H.P. Kraul (1863 – 1915).
Nuussuaq blev grundlagt i 1923 som en handelsstation. De første beboere kom fra nedlagte i bygder i området. I de første år boede der ca. 10 mennesker, men fra slutningen af 1920'erne fik bygden efterhånden flere indbyggere.
Om sommeren er der ca. 1-2 gange om ugen bådforbindelse til Upernavik. Hele året er der to gange ugentligt helikopterforbindelse mellem Nuussuaq Helistop og Upernavik Lufthavn.
Området omkring bygden er velegnet til vandring og observation af hvaler. Årligt trækker hvidhvaler ind i bugten, hvor de traditionelt jages af lokalbefolkningen. I dag er Nuussuaq stadig en af de mest traditionelle jagt- og fiskeribygder i Grønland.
Bygdens børn undervises på Nuussuup Atuarfia, der blev renoveret i 1999. Skolen har plads til ca. 36 elever fra 1. til 7. klasse. Der er desuden tilknyttet to lærerboliger.
Kirken i Nuussuaq nedbrændte i 2008. En ny kirke blev indviet d. 10. december 2011.